# Delightfully Deceitful
Delightfully Deceitful (en hangul, 이로운 사기; romanización revisada del coreano: Iroun Sagi) es una serie de televisión surcoreana dirigida por Lee Soo-hyun y protagonizada por Chun Woo-hee y Kim Dong-wook. Se emitió por el canal tvN desde el 29 de mayo hasta el 18 de julio de 2023, los lunes y martes a las 20:50 (hora local coreana). También está disponible en las plataformas Netflix y Viu para algunas regiones del mundo.

## Sinopsis
Lee Ro-woom (Chun Woo-hee) es una estafadora genial, que carece de la capacidad de empatizar con los demás. Usando su cerebro, ha hecho una fortuna cometiendo estafas. Un día se encuentra con un abogado apasionado y excesivamente empático, Han Moo-young (Kim Dong-wook).
Los dos llegan a formar una improbable alianza para enfrentarse a unos malhechores y vengarse.

## Reparto

### Principal
- Chun Woo-hee como Lee Ro-um, una estafadora incapaz de sentir empatía por nadie.[4][5]
- Kim Dong-wook como Han Moo-young, un abogado apasionado y excesivamente empático.[4][6]
- Yoon Park como Go Yo-han, un oficial de libertad condicional que está a cargo de Ro-um, a la que protege y observa.[7][8]
- Park So-jin como Mo Jae-in, una psiquiatra que lleva tres años tratando al abogado Han Moo-young por su síndrome de hiperempatía.[9][10]

### Secundario
- Lee Yeon como Jung Da-jeong, una jáquer amiga de Ro-um, que regenta una tienda de cómics.[11]
- Hong Seung-beom como Ringo/Park Hae-dong, un chico que dirige To-Do Call Center, un centro de recados y servicios, y que tiene una gran facilidad para las lenguas. Ro-um lo salvó de una crisis en el pasado, y él se siente en deuda con ella.[12][13]
- Lee Gyeong-min como Yoo-il, empleado del To-Do Call Center.
- Kim Myeong-chan como Yoo-neung, empleado del To-Do Call Center.[14]

#### Allegados a Han Moo-young
- Choi Young-joon como Yoo Jae-hyeok, un fiscal que crea una «sinergia beneficiosa» con Ro-um y Moo-young.[15]
- Yoon Byung-hee como Woo Young-gi, periodista de Moran Ilbo.
- Lee Hae-young como Kang Kyung-ho, mentor y modelo a seguir de Moo-young.
- Kim Hak-sun como Han Jae-suk, el padre de Moo-young.[16]
- Kim Jung-young como Park Ja-youn, la madre de Moo-young.

#### Park & Q Law Firm
- Lee Chang-hoon como Park Gyu, abogado y director ejecutivo de Park & Q Law Firm.
- Cha Yong-hak como Cho Jae-hun, abogado del bufete Park & Q.
- Yun Seol como Park In-young, gerente del bufete Park & Q,

#### Red Eye
- Lee Tae-ran como Jang Kyung-ja, directora ejecutiva de Navis Wellbeing, rival de Ro-um y Moo-young.[17]
- Kim Tae-hoon como Jay, jefe de guardaespaldas en Navis Wellbeing.[18]
- Park Wan-kyu como Ye Chung-sik, un exprestamista y ahora sin hogar.
- Park Ji-il como Shin Gi-ho, un antiguo ejecutivo de Red Eye que era profesor universitario.
- Park Jung-hak como Ahn Chae-hong, el último presidente de Red Eye y esposo de Kyung-ja.
- Son In-yong como Messenger, el asistente más cercano del presidente.
- Yoo Hee-jae, como Screw, un ingeniero versátil que dirige un centro de automóviles y que creció con Ro-um.[19]
- Kim Jong-tae como Ma Kang-soo, exdirector ejecutivo de Darusa International, actual director de Nabis Wellbeing.[20]
- Kim Myeong-chan como Yu-neung, un miembro del equipo de Ro-um que participa en la gran operación de fraude y ayuda con cualquier cosa.[21][22]

#### Otros
- Jang Young-nam como Seo Gye-suk, la madre biológica de Myung-hoon, que adoptó a un hijo de un amigo debido a una deuda.
- Nam Do-yoon como Yoo Myung-hoon, hijo biológico de Gye-suk. Falleció en un misterioso accidente mientras estaba de vacaciones con sus padres adoptivos.
- Ahn Nae-sang como Yeon Tae-hun, un francotirador de Navis Wellbeing que quiere revelar el verdadero rostro de Navis Wellbeing.[23][24]
- Kwon Han-sol como Yeon Ho-jeong, una recién llegada a la fuerza laboral que recurrió a esquemas piramidales para pagar las facturas médicas de su madre.[25][26]
- Jo Hyun-woo como Hong Chang-ki, un hombre encarcelado por fraude.[27]
- Seo Dong-gap como Tazza, un acusado defendido por Moo-yeong.[28]

### Apariciones especiales
- Lee Joo-won como el padre adoptivo de Myung-hoon.[29]
- Yoo Ji-yeon como la madre adoptiva de Myung-hoon.[30]
- Moon Ga-young como Min Kang-yoon (ep. 12).[31]

## Producción
El actor Song Duk-ho estaba en el reparto de la serie con el papel de Screw, pero el 31 de enero de 2023 interrumpió su trabajo en ella y abandonó el rodaje a solicitud propia, tras saberse que estaba siendo investigado por corrupción acerca del cumplimiento del servicio militar. En concreto, según los fiscales Song fingió tener epilepsia con un falso certificado médico para retrasar su incorporación a filas, aunque en realidad fue clasificado directamente para hacer su servicio como trabajador social de nivel 4. Studio Dragon comenzó a buscar un sustituto y finalmente se anunció la incorporación de Yoo Hee-jae, con el que se volvieron a rodar las escenas ya realizadas por Song.
Para los productores de la serie, esta es «un trabajo que transmite claramente el mensaje de salvación dentro de la espléndida técnica de un drama de colaboración fraudulento».
La directora, Lee Soo-hyun, también lo fue de la serie Shooting Stars (2022). Han Woo-joo firma con esta obra su primer guion, que interesó particularmente a la productora ejecutiva Park Eun-kyung (quien en 2020 produjo Sweet Home). Según esta, es importante en la serie el dilema ético que presenta: «¿Qué pasa si un abogado que cree en mantener el orden social y proteger a los débiles simpatiza con la criminal y estafadora Lee Ro-um?
El 19 de enero de 2023 se había rodado alrededor de un tercio del total; la conclusión del rodaje estaba prevista para finales de mayo o principios de junio. La posproducción comenzó en marzo. El 13 de abril el equipo de producción publicó imágenes de la escena de lectura del guion, con la presencia de director, guionista y reparto de actores. El 21 de abril se lanzó el primer tráiler, con la protagonista que sale de prisión después de ser absuelta.

## Audiencia
| Temporada | Temporada | Episodio número | Episodio número | Episodio número | Episodio número | Episodio número | Episodio número | Episodio número | Episodio número | Episodio número | Episodio número | Episodio número | Episodio número | Episodio número | Episodio número | Episodio número | Episodio número | Promedio |
| Temporada | Temporada | 1               | 2               | 3               | 4               | 5               | 6               | 7               | 8               | 9               | 10              | 11              | 12              | 13              | 14              | 15              | 16              | Promedio |
| --------- | --------- | --------------- | --------------- | --------------- | --------------- | --------------- | --------------- | --------------- | --------------- | --------------- | --------------- | --------------- | --------------- | --------------- | --------------- | --------------- | --------------- | -------- |
|           | 1         | 1033            | 715             | 786             | 1007            | 947             | 863             | 728             | 689             | 806             | 796             | 609             | 744             | 553             | 684             | 737             | 987             | 772      |

| Episodio | Fecha de emisión    | Índice de audiencia (Nielsen Korea) | Índice de audiencia (Nielsen Korea) |
| Episodio | Fecha de emisión    | Nacional                            | Seúl                                |
| --- | ------------------- | ----------------------------------- | ----------------------------------- |
| 1 | 29 de mayo de 2023  | 4,551 % (1.ª)                       | 5,028 % (1.ª)                       |
| 2 | 30 de mayo de 2023  | 3,464 %(1.ª)                        | 3,679 % (2.ª)                       |
| 3 | 5 de junio de 2023  | 3,507 % (1.ª)                       | 3,977 % (1.ª)                       |
| 4 | 6 de junio de 2023  | 4,316 % (1.ª)                       | 5,063 % (1.ª)                       |
| 5 | 12 de junio de 2023 | 4,458 % (1.ª)                       | 5,221 % (1.ª)                       |
| 6 | 13 de junio de 2023 | 4,033 % (1.ª)                       | 4,514 % (1.ª)                       |
| 7 | 19 de junio de 2023 | 3,518 % (1.ª)                       | 3,942 % (1.ª)                       |
| 8 | 20 de junio de 2023 | 3,291 % (2.ª)                       | 3,162 % (2.ª)                       |
| 9 | 26 de junio de 2023 | 4,112 % (1.ª)                       | 4,933 % (1.ª)                       |
| 10 | 27 de junio de 2023 | 3,667 % (1.ª)                       | 3,401 % (2.ª)                       |
| 11 | 3 de julio de 2023  | 3,022 % (1.ª)                       | 3,248 % (1.ª)                       |
| 12 | 4 de julio de 2023  | 3,421 % (2.ª)                       | 3,479 % (2.ª)                       |
| 13 | 10 de julio de 2023 | 2,979 % (1.ª)                       | 3,601 % (1.ª)                       |
| 14 | 11 de julio de 2023 | 3,676 % (1.ª)                       | 3,890 % (1.ª)                       |
| 15 | 17 de julio de 2023 | 3,469 % (1.ª)                       | 4,076 % (1.ª)                       |
| 16 | 18 de julio de 2023 | 4,514 % (1.ª)                       | 4,733 % (1.ª)                       |
| Promedio | Promedio            | 3,750 %                             | 4,122 %                             |
| - En la tabla superior, los números azules representan las calificaciones más bajas y los números rojos representan las más altas. - Esta serie se transmite en un canal de cable/televisión de pago, que normalmente tiene una audiencia menor respecto a las emisoras de televisión públicas/gratuitas (KBS, SBS, MBC y EBS). |                     |                                     |                                     |

## Crítica
Comentando los primeros episodios, Pierce Conran (South China Morning Post) señala que, si bien los trucos que despliega la protagonista son agradables de ver, lo son mucho menos las explicaciones que esta dirige directamente a la audiencia, rompiendo la cuarta pared: «es una táctica que distrae de la acción y [...] revela una falta de confianza en la escritura». Concluye que «muchos tramos en los dos episodios iniciales son agradables, pero no se suman a una experiencia de visualización cohesiva», aunque probablemente, como otros Kdramas, necesite un poco de tiempo para despegar.

## Premios y nominaciones
| Año  | Premios          | Categoría               | Candidato | Resultado | Ref.   |
| ---- | ---------------- | ----------------------- | --------- | --------- | ------ |
| 2023 | 14.º Korea Drama | Mejor actriz revelación | Lee Yeon  | Ganadora  | [ 39 ] |